# NDK labdarúgó-szövetség
NDK labdarúgó-szövetség (németül: Deutscher Fußball Verband der DDR) [DFV].

## Történelme
1950. július 3-án alapították meg a központi labdarúgásért felelős szervezetet. A Nemzetközi Labdarúgó-szövetségnek (FIFA) 1952-től tagja.  1954-től az Európai Labdarúgó-szövetségnek (UEFA) alapító tagja. Önálló szövetségként 1958. május 18-án alakulhatott meg. A történelmi politikai változások következtében 1958-ban alakult meg és 1990-ben szűnt meg. Fő feladata volt a nemzetközi kapcsolatokon kívül, a  NDK labdarúgó-válogatott férfi és női ágának, a korosztályos válogatottak illetve a nemzeti bajnokság szervezése, irányítása. 

## Elnökök
- (1958) Fritz Gödicke